# Stemma della Costa d'Avorio
Lo stemma della Costa d'Avorio è il simbolo araldico ufficiale del paese, adottato nella sua forma attuale nel 1964.

## Descrizione
Esso consiste in uno scudo verde (azzurro nella prima versione dell'8 febbraio 1960) con raffigurata una testa d'elefante, simbolo del paese e origine anche del suo nome, nonché emblema del Partito Democratico della Costa d'Avorio, principale artefice dell'indipendenza del paese. Ai lati dello scudo ci sono due palme dorate. Lo scudo è coronato da un sole nascente a nove raggi. In basso un cartiglio, sempre dorato, riporta il nome ufficiale del paese: République de Côte d'Ivoire.

## Varianti non ufficiali

1997-2001
2001-2011